# 미국 고양이 애호가 협회
미국 고양이 애호가 협회(American Cat Fanciers Association, ACFA)는 미국의 고양이 관련 비영리 단체이다. ACFA는 순종 고양이, 계통 고양이, 실험용 고양이, 가정용 애완 고양이를 위한 등록부이다.
ACFA가 허가한 고양이 쇼에는 챔피언십 성묘, 생후 4~8개월 된 고양이, 가정용 애완 고양이 등이 포함된다. 쇼에서 우승하면 여러 챔피언십의 타이틀을 달 수 있고, 가정용 애완동물 지위를 얻을 수 있다.
ACFA는 ACFA 품종 표준을 사용하는 중화인민공화국의 고양이 애호가 협회와 연합을 맺고 있다.